# TAI Anka
De TAI Anka is een onbemand luchtvaartuig ontwikkeld door Turkish Aerospace Industries voor de Turkse luchtmacht. Er zijn twee versies gepland: de Anka-A is een surveillance-versie, terwijl Anka-B een gewapende versie is. Elektronische systemen worden ontwikkeld in samenwerking met TAI en ASELSAN.